# Nicholas Schwab
Nicholas Schwab Alfaro (n. Miami, 24 de agosto de 1990) es un nadador de estilo libre estadounidense nacionalizado dominicano.

## Biografía
Hizo su primera aparición en los Juegos Olímpicos de Londres 2012, nadando en la prueba de 200 m libre. Nadó en la primera serie, y quedó primero de la misma con un tiempo de 1:53.41 que le dio el récord nacional, insuficiente para pasar a las semifinales al quedar en la posición 37 en el sumario total.